# Protocol for Web Description Resources
POWDER (ang. Protocol for Web Description Resources) – standard opracowany przez W3C do oddzielania w Internecie treści szkodliwych dla dzieci (filmy, opowiadania erotyczne, seks-shopy, gry z przemocą) od treści neutralnych, a także pozwalający dostosowywać wyniki wyszukiwań strony www do wymagań konkretnych grup docelowych (przepustowość, niepełnosprawni, wyselekcjonowane dane). Rekomendowany od września 2009 przez W3C jako następca standardu PICS.
Motywacją rozwoju POWDER były niepokoje i obawy zarówno społeczne (system identyfikacji treści), jak i komercyjne (dostarczanie wyselekcjonowanych treści, odpowiednich dla pewnych grup docelowych).
POWDER dostarcza prostą metodę łączenia danych RDF z grupami zasobów IRI. Jego podstawową jednostką informacji jest Description Resource (opis zasobu). Składa się on z:
- nadającego – kto jest dostawcą opisu (kto opisał czego dotyczy zasób/zakres),
- zakresu – definiującego zakres opisywanych zasobów, przy pomocy IRI,
- opisu właściwego – opisującego zakres zasobów (streszczenie tematyki dokumentu).

## Przykłady użycia
- Wyszukiwanie stron przystosowanych do wymagań użytkowników. Np. strony ułatwiające nawigację za pomocą klawiatury, wyszukiwanie alternatywnych wersji dokumentów np. w formacie Braille’a.
- Ochrona dzieci przed pornografią. Dziecko otrzymuje SMS z linkiem do szkodliwej strony. Rodzic uruchomił wcześniej na telefonie dziecka (udostępnioną przez operatora sieci) kontrolę rodzicielską. Operator sprawdza metadane POWDER na stronie z SMS-a. Jeśli treść jest szkodliwa, dziecko otrzymuje komunikat Ochrona dzieci – strona zawiera treści dla Ciebie niebezpieczne, a strona jest blokowana. To samo działanie może dotyczyć korzystania z Internetu.

## Różnice między POWDER aPICS
Udogodnienia poprawione względem standardu PICS:
- PICS opisuje zasoby URL, POWDER pozwala definiować również dane abstrakcyjne identyfikowane przez IRI, takie jak np. pojęcia „byt fizyczny”, dane na dysku, książkę adresową itp.
- Może być przetwarzany w środowisku Internetu semantycznego, np. za pomocą zdefiniowanych w ontologii OWL metod,
- Opisy (etykiety) mogą być kodowane w XML i innych składniach używających kodowania RDF/OWL jak N3. Nie ma tu specyficznej składni jak to było w PICS,
- Oprócz formalnie zdefiniowanych opisów, POWDER pozwala na przyłączenie do grupy zasobów tzw. free-text ‘tags’, luźno opisujących zasób.
- W przeciwieństwie do PICS, POWDER nie pozwala na dołączanie opisów bezpośrednio do kodu html strony. Opisy zasobów umieszczane są w oddzielnych dokumentach XML. Przykładowe dołączenie opisu do zasobu <link rel="powder" href="powder.xml" type="application/xml" />.